# Giro del Piemonte 1937
Il Giro del Piemonte 1937, ventottesima edizione della corsa, si svolse il 10 ottobre 1937 su un percorso di 267 km con partenza e arrivo a Torino. Fu vinto dall'italiano Gino Bartali, che completò il percorso in 7h40'05", precedendo per distacco i connazionali Fausto Montesi e Severino Canavesi. Conclusero la prova 23 ciclisti dei 73 partiti (su 85 iscritti).
Riservato a professionisti e indipendenti, fu organizzato dal quotidiano torinese La Gazzetta del Popolo e dalla società S.C. Vigor.

## Percorso
Dopo il via dal Lingotto di Torino, il percorso di gara volse subito verso sud-est in direzione Bra, attraversando Carmagnola, e da qui verso est, transitando da Alba, Costigliole, Nizza Monferrato (km 99,2), Acqui Terme, fino ad Alessandria (km 152,4). Dal capoluogo alessandrino si rientrò in direzione Torino, passando da Asti (km 188) e Montechiaro con la salita di Cocconato. L'ultima parte di gara portò quindi i ciclisti a Castelnuovo Don Bosco, sul valico della Rezza e quindi a Gassino Torinese e di nuovo a Torino, con il traguardo posto al Motovelodromo dopo 267 km di corsa.

## Ordine d'arrivo (Top 10)
| Pos. | Corridore         | Squadra      | Tempo    |
| ---- | ----------------- | ------------ | -------- |
| 1    | Gino Bartali      | Legnano      | 7h40'00" |
| 2    | Fausto Montesi    | A.S. Jesi    | a 1'20"  |
| 3    | Severino Canavesi | Ganna        | s.t.     |
| 4    | Diego Marabelli   | Bianchi      | s.t.     |
| 5    | Pierino Favalli   | Legnano      | a 3'29"  |
| 6    | Cesare Del Cancia | Ganna        | s.t.     |
| 7    | Edoardo Molinar   | Tendil       | a 4'45"  |
| 8    | Andrea Minasso    | Dop. Nazzaro | s.t.     |
| 9    | Ruggero Balli     | Bianchi      | s.t.     |
| 10   | Olimpio Bizzi     | Fréjus       | a 8'19"  |